# Calymperes othmeri
Calymperes othmeri là một loài rêu trong họ Calymperaceae. Loài này được Herzog mô tả khoa học đầu tiên năm 1924.